# Izaak van den Blocke
Izaak van den Blocke est un peintre né en 1572 et décédé à Dantzig en 1626.
Fils du sculpteur Willem venu s’installer en Prusse royale en 1569, il a exercé ses talents de peintre à Dantzig. Il a fortement été influencé par le maniérisme anversois et les peintures perspectivistes de Hans Vredeman de Vries. Il a puisé son inspiration dans la bible et dans l’antiquité. Son œuvre principale est la décoration de l’hôtel de ville de Gdańsk. Le plafond de la salle rouge est recouvert de 25 de ses toiles, avec une composition centrale, une allégorie à la gloire du commerce de Gdańsk (L’apothéose de Gdańsk, 1608). La salle d’hiver du conseil municipal abrite 5 autres de ses toiles (1611-1614).

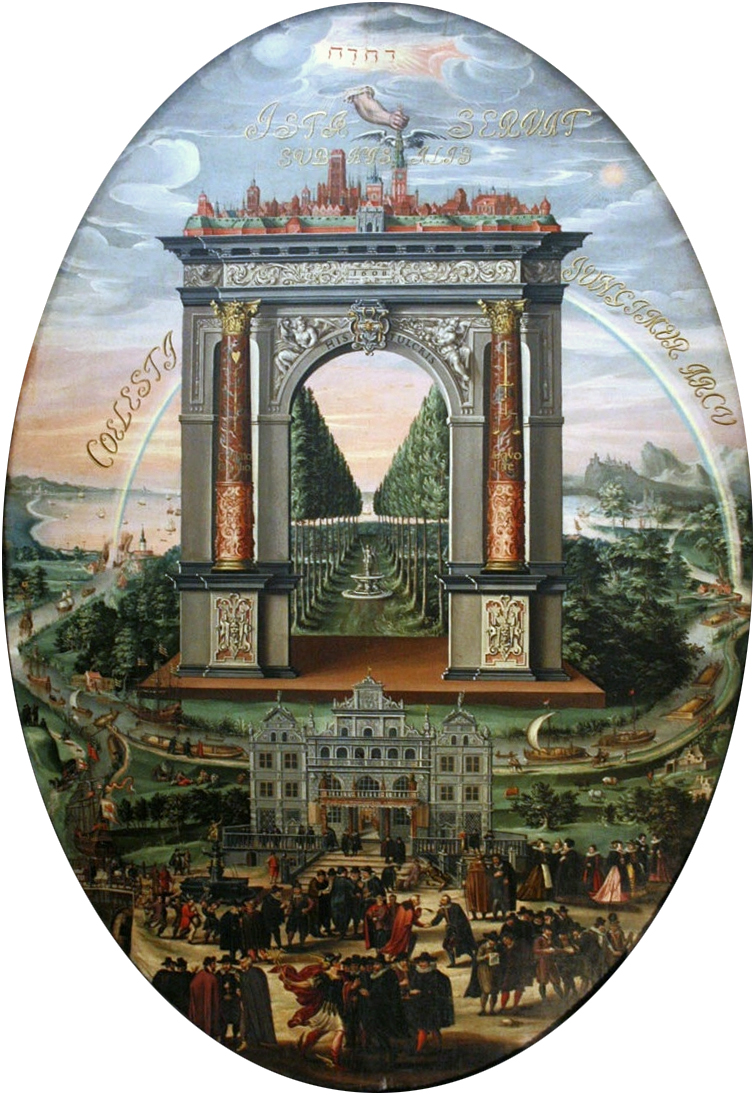
L’apothéose de Gdańsk, 1608